# Bais (Negros Oriental)
Bais is een stad in de Filipijnse provincie Negros Oriental. Bij de laatste census in 2007 had de stad bijna 75 duizend inwoners.

## Geografie

### Bestuurlijke indeling
Bais is onderverdeeld in de volgende 35 barangays:
| - Barangay I - Barangay II - Basak - Biñohon - Cabanlutan - Calasga-an - Cambagahan - Cambaguio - Cambanjao - Cambuilao - Canlargo - Capiñahan | - Consolacion - Dansulan - Hangyad - La Paz - Lo-oc - Lonoy - Mabunao - Manlipac - Mansangaban - Okiot - Olympia - Panala-an | - Panam-angan - Rosario - Sab-ahan - San Isidro - Katacgahan - Tagpo - Talungon - Tamisu - Tamogong - Tangculogan - Valencia |

## Demografie
Bais had bij de census van 2007 een inwoneraantal van 74.702 mensen. Dit zijn 6.587 mensen (9,7%) meer dan bij de vorige census van 2000. De gemiddelde jaarlijkse groei komt daarmee uit op 1,28%, hetgeen lager is dan het landelijk jaarlijks gemiddelde over deze periode (2,04%). Vergeleken met de census van 1995 is het aantal mensen met 11.347 (17,9%) toegenomen.

De bevolkingsdichtheid van Bais was ten tijde van de laatste census, met 74.702 inwoners op 319,64 km², 233,7 mensen per km².
Amlan · Ayungon · Bacong · Bais · Basay · Bayawan · Bindoy · Canlaon · Dauin · Dumaguete · Guihulngan · Jimalalud · La Libertad · Mabinay · Manjuyod · Pamplona · San Jose · Santa Catalina · Siaton · Sibulan · Tanjay · Tayasan · Valencia · Vallehermoso · Zamboanguita